# حكايات عالمية
حكايات عالمية (باللغة اليابانية: まんが世界昔ばなし)، تلفظ (مانغا سيكاي موكاشي باناشي) وتعني (مانغا حكايات قديمة من العالم)، مسلسل رسوم متحركة للأطفال، يروي في كل حلقة قصة عالمية من قصص شعوب وتراث وفلكلور العالم، أنتجته شركة داكس انترناشيونال اليابانية في عامي (1976 - 1977)، وعرض على قناة طوكيو برودكاستنغ سيستم في الفترة بين 7 أكتوبر 1976 و 28 مارس 1979، تحتوي كل حلقة تقريباً على قصتين منفصلتين، مدة كل قصة عشرة دقائق تقريباً.تم بثه باللغة العربية عام 1983 على قناة الكويت لأول مرة من إنتاج استديو النورس.

## تأليف
مسلسل حكايات عالمية من تأليف مياغي ماريكو (باللغة اليابانية: 宮城まり子) وناغويا أكيرا (باللغة اليابانية: 名古屋章).

## الدبلجة العربية
- أخراج فايق الحكيم
- مساعد المخرج فلاح هاشم
- الإنتاج استوديو النورس.
- غناء الشارة أصالة نصري
- كتب كلمات الشارة حسين نازك.

## أداء الاصوات
- علي إبراهيم
- إيمان حسين
- فلاح هاشم
- مها المصري
- مسافر عبد الكريم
- نور الهدى صبري
- توفيق العشا
- سناء يونس
- وداد الكواري
- سعاد جواد
- قاسم الملاك

## ترجمة
محمود قدورة
سناء التكمجي
عايدة جمال الدين
ديانا تاجريان

## كلمات الأغنية
- فــي قصــصـِ الشــعوب. فــي قصــصـِ الشــعوب
- طــرائــفـٌ لا تنتهــي. وعــالمـٌ حلــوٌ بهــيّ
- يســكنُ فــي القـلوب. فــي قصــصـِ الشــعوب
- مــن كــلِّ بــلادِ الدنيــا. مــن كــلِّ بقــاعـِ الأرض
- قصـصـٌ شــتّى. تُــرْوى حتّــــى
- نعـــرفـَ أحـــوالَ الإنســانِ. والكـــلُّ هنــا جيـــران

وإذا زرنــاكمـ فــي الصــورة
فــي أحــلى دنيــا مســحورة
كــي نتســلّى
صــرنــا أهــلا
نعــرفـَ أحـــوالَ الإنســانِ
والكــلُّ هنـــا جيـــران

## الحلقات
عددالحلقات المدبلجة للعربية (153 حلقة) وهي كالتالي:
| - 1- علاء الدين والمصباح السحري من التراث العربي - 2- الراعي البسيط من التراث اليوغوسلافي - 3- الأمنيات الثلاث من التراث الأوروبي - 4- الحاكم وابنة المزارع من التراث الألماني - 5- الثعبان والثرثارة من التراث الشرقي (العربي) - 6- الدببه الثلاثة من التراث الإنجليزي - 7- ملك الغابة من التراث القديم - 8- الآذان الطويلة من التراث اليوغوسلافي - 9- بائع التفاح من التراث الصيني - 10- الحاكم الذي أصبح لقلقا من التراث القديم - 11- لماذا يطارد الغراب صغار الوقواق قصة من التراث البورمي - 12- لماذا يتعارك الكلب والقط دائماً من الصين - 13- اللص الشهير من التراث الألماني - 14- النمر الساذج من التراث الصيني القديم - 15- الصبي والذئب من التراث اليوناني - 16- دك والقط من التراث الإنجليزي - 17- سر ملوحة مياه البحر من التراث النرويجي - 18- مدينة الزمرد من التراث الاميركي - 19- فأر الريف وفأر المدينة من التراث اليوناني - 20- كلاوس الصغير وكلاوس الكبير من التراث الدنماركي - 21- ملابس الاحتفال من التراث التركي - 22- الموظف المطيع من التراث المنغولي - 23- ذات الرداء الأحمر من التراث الفرنسي - 24- كيف حصل الارنب على الزبدة من التراث الاميركي - 25- الأمير السعيد من التراث الإنجليزي - 26- الفرس العجيب من التراث السلافي - 27- الفصول الأربعة من التراث التشيكي - 28- القط ذو الحذاء من التراث الفرنسي - 29- اللقيط من التراث الفرنسي - 30- جلد الفقمة من التراث الايسلاندي - 31- رحلات جاليفر من التراث الإنجليزي - 32- روبن هود من التراث الإنجليزي - 33- روميو وجوليت من التراث الإنجليزي - 34- ساندريلا من التراث الفرنسي - 35- عائلة المحبة من التراث الألماني - 36- طائر القوس قزح من التراث الأمريكي - 37- كسارة البندق من التراث القديم - 38- لماذا تسير السلحفاة ببطئ من التراث الأفريقي - 39- ماريان والفرشاة السحرية من التراث الصيني - 40- ملكة الثلج من التراث القديم - 41- هانسيل وجريتل من التراث الألماني - 42- بائعة الكبريت من التراث الدنماركي - 43- موسيقى المدينة من التراث الألماني - 44- الثلج الأبيض (بياض الثلج والاقزام السبعة) (من التراث الألماني) - 45- الذئب والصغار السبعة من التراث الألماني - 46- الحصان الأبيض من التراث المنغولي - 47- الأميرة النائمة من التراث الألماني - 48- الحديقة المغلقة من التراث الألماني - 49- جان دارك من التراث الفرنسي - 50- المارد الثلجي من التراث الفنلندي - 51- الجميلة والوحش البنت الجميلة والرجل القبيح من التراث الفرنسي - 52- روسان وسوران من التراث الآسيوي - 53- مغامرات خمسة عشر صبيا من التراث الفرنسي - 54- الامبراطور والرداء العجيب من التراث الدنماركي - 55- العملاق الاناني من التراث الإنجليزي - 56- دون كشوت من التراث الأسباني - 57- ذو الارجل الطويلة من التراث الأمريكي - 58- البجع البري من التراث الألماني - 59- الطفل الذي لا يعرف الخوف من التراث التركي - 60- الرجل الكسول (جالب النحس) من التراث الألماني - 61- الأمير الفقير من التراث الإيطالي - 62- الأميرة والضفدع من التراث الألماني - 63- النجمتان من التراث الصيني القديم - 64- الامبراطور والعندليب من التراث الدنماركي - 65- الفأرة العروس من التراث الهندي - 66- زعيم اسماك القرش من التراث الأمريكي - 67- سباق الغزل من التراث اليوناني القديم - 68- فلورانس نايتنجل من التراث الإنجليزي - 69- الوفاء من التراث القديم - 70- حصان طروادة من التراث اليوناني القديم - 71- قنينة الاشرار من التراث الألماني - 72- ناركيسوس وايكو من التراث اليوناني القديم - 73- وصية ام من التراث الفرنسي - 74- اليس في بلاد العجائب من التراث القديم - 75- النملة والجندب من التراث اليوناني - 76- ملح ماروشكا من التراث الدنماركي - 77- وحش الماء من التراث السويدي - 78- الاطباق الفضية من التراث الفرنسي - 79- الشقي ذو الشعر الأحمر من تراث الهنود الحمر - 80- ذو اللحية الزرقاء من التراث الفرنسي | - 81- السندريلا الهندية من تراث الهنود الحمر - 82- الملك والمئة ارنب من التراث الألماني - 83- الدمية والقمر من التراث الألماني - 84- بيتر والعمالقة من التراث الألماني - 85- رغبة الصبي من التراث الألماني - 86- الفتاة الثلجية من التراث الأمريكي - 87- الكلب العجوز من التراث الألماني - 88- المانجا وملك القرود من التراث الهندي - 89- ايفان الاحمق من التراث السلافي - 90- الكلب الوفي من الادب البلجيكي - 91- جواد اللهب من التراث الهنكاري - 92- الرجل الصخري العجوز من التراث الصيني - 93- السمك المهاجر من التراث الأفريقي - 94- زهور الكوسموس من التراث الألماني - 95- هدية العيد من التراث الألماني - 96- دموع البجعة البيضاء من التراث الاغريقي القديم - 97- الخاتم العجيب من التراث الألماني - 98- الغزال الذهبي من التراث الهندي - 99- الارنب المصاب بالزكام من التراث البورمي - 100- علي بابا والاربعون حرامي من التراث العربي - 101- المزارع الذي صار ربة منزل من التراث النرويجي - 102- جاليلو جاليلي من التراث الإيطالي - 103- الاسد والشوكة من التراث الروماني القديم - 104- الفلاح الذي أصبح طبيبا من التراث الفرنسي - 105- القشة والفحمة وحبة الفول من ألمانيا - 106- الأمير والفقير من التراث الأمريكي - 107- شنغاي والضفدع من التراث الكوري - 108- القرد المغرور من التراث الصيني القديم - 109- البطة الصغيرة الغريبة من التراث القديم - 110- المغرفة الكبيرة من التراث القديم - 111- لماذا يسكن الوطواط في الكهوف من الادب العالمي القديم - 112- الحذاء الأحمر من التراث الدنماركي - 113- الحورية الصغيرة من التراث الدنماركي - 114- الارنب البارع من تراث الهنود الحمر - 115- ورقة النبات العجيبة من التراث الكونغولي - 116- كيف حصلت الحيوانات على النار من تراث الهنود الحمر - 117- الدبان الصغيران الجشعان من التراث الهنغاري - 118- (القبطان فارم) القبطان الضال من التراث الهولندي - 119- العندليب والوردة من الادب الإنجليزي - 120- المرأة العجوز والدب الأبيض من الاسكيمو - 121- الرماة من التراث السويسري - 122- المقدحة العجيبة من التراث الدنماركي - 123- الأميرة حارسة الاوز من التراث الألماني - 124- بحيرة البجع من التراث القديم - 125- السفينة المحطمة من التراث الإيطالي - 126- الورقة الأخيرة من التراث الأمريكي - 127- قفازات ايميلي من التراث الإنجليزي - 128- محاكمة الثعلب من التراث الألماني - 129- جيزو والمرأة العجوز من التراث الكوري - 130- جندي القصدير والبنت الراقصة من التراث الدنماركي - 131- الكلب الشجاع من التراث السويسري - 132- الفيوس واغريدس من التراث الاغريقي - 133- الارنب الذي هزم النمر من التراث الكوري - 134- من أذكى الثعلب أم الارنب من التراث الأمريكي - 135- نساء صغيرات من التراث الإنجليزي - 136- عازف المزمار من التراث القديم - 137- الملك لير قصة من التراث الإنجليزي - 138- السمكة الطائرة من التراث الإنجليزي - 139- الرجل الذي فقد ظله من التراث الكوري - 140- ليلة الكسوف الصيفي من التراث الفنلندي - 141- الاوزة الذهبية من التراث الأوروبي - 142- الكرة المضيئة من التراث الصيني - 143- الفتاة الشقية كارمن من التراث الأسباني - 144- الصبي ذو الشعر الأحمر من التراث الفرنسي - 145- حبات المطر من التراث الفنلندي - 146- المطر ونقيق الضفادع من التراث الفيتنامي - 147- الأمير ذو المنقار من التراث الألماني - 148- حكاية فاوست من التراث الألماني - 149- الغزال والسلحفاة من التراث الكوبي - 150- قصة أم من التراث الدنماركي - 151- الذئب الذكي من التراث الأمريكي - 152- الفارس ذو البجعة من التراث الألماني - 153- رأس ميدوسا من التراث الاغريقي |  |

## لغات أخرى
تم دبلجة المسلسل على أكثر من لغة، وفي كل لغة اتخذ اسماً معيناً ومن هذه اللغات:
- حكايات عالمية (العربية)
- Castillo de Cuentos (الإسبانية)
- Cuentos Populares (الإسبانية)
- Cuentos Universales (الإسبانية)
- Fiabe così (الإيطالية)
- Le più belle favole del mondo (الإيطالية)
- Tales of magic (الإنجليزية)
- Super Aventuras (البرتغالية)
- Tales of Magic
- まんが世界昔ばなし
- アニメ世界の昔ばなし (اليابانية) [1]

## وصلات خارجية
- حكايات عالمية على موقع IMDb (الإنجليزية)
- حكايات عالمية على موقع قاعدة بيانات الفيلم (الإنجليزية)
- حكايات عالمية على موقع ANN anime (الإنجليزية)

- أغنية شارة مسلسل حكايات عالمية على يوتيوب